# Duits voetbalkampioenschap 1931/32
1931/32 was het 25ste Duitse voetbalkampioenschap ingericht door de DFB. Bayern München won voor het eerst de landstitel en niemand kon op dat moment vermoeden dat de club zou uitgroeien tot de succesvolste van Duitsland. Het zou ook pas in de tijd van de Bundesliga zijn dat de club groot werd en nieuwe titels won. In de finale won de club van Eintracht Frankfurt en nam weerwraak op de verloren finale zes weken eerder om het Zuid-Duitse kampioenschap.
SV 1860 München dat vorig seizoen als eerste club uit München de finale behaalde plaatste zich niet, evenmin als titelverdediger Hertha BSC dat zes jaar op rij de competitie gedomineerd had.
De economische crisis ging verder en de toeschouwersaantallen bleven dalen. De nakende machtsovername van de nationaalsocialisten begon merkbaar te worden.

## Deelnemers aan de eindronde
| Club                   | Gekwalificeerd als               |
| ---------------------- | -------------------------------- |
| Hindenburg Allenstein  | Kampioen Noordoost-Duitsland     |
| Viktoria Stolp         | Vicekampioen Noordoost-Duitsland |
| Beuthener SuSV         | Kampioen Zuidoost-Duitsland      |
| Breslauer SC 08        | Vicekampioen Zuidoost-Duitsland  |
| Tennis Borussia Berlin | Kampioen Berlijn-Brandenburg     |
| SC Minerva 93          | Vicekampioen Berlin-Brandenburg  |
| PSV Chemnitz           | Kampioen Midden-Duitsland        |
| Plauener SuBC          | Mitteldeutscher Pokalsieger      |
| Hamburger SV           | Kampioen Noord-Duitsland         |
| FC Holstein Kiel       | Vicekampioen Noord-Duitsland     |
| FC Schalke 04          | Kampioen West-Duitsland          |
| Borussia Fulda         | Vicekampioen West-Duitsland      |
| VfL Benrath            | Bekerwinnaar West-Duitsland      |
| SG Eintracht Frankfurt | Kampioen Zuid-Duitsland          |
| FC Bayern München      | Vicekampioen Zuid-Duitsland      |
| 1. FC Nürnberg         | Derde plaats in Zuid-Duitsland   |

## Eindronde

### 1/8ste finale
| Datum      | Teams                  | Teams | Teams               | Uitslag             | Stadion                                               |
| 8 mei 1932 | 1. FC Nürnberg         | –     | Borussia Fulda      | 5:2 (2:0)           | Fürth, Platz am Ronhofer Weg                          |
| 8 mei 1932 | Hamburger SV           | –     | VfL Benrath         | 3:1 (1:0)           | Altona, Altonaer Stadion                              |
| 8 mei 1932 | FC Bayern München      | –     | SC Minerva 93       | 4:2 (1:1)           | München, Städtisches Stadion an der Grünwalder Straße |
| 8 mei 1932 | FC Schalke 04          | –     | Plauener SuBC       | 5:4 n.v. (2:1, 4:4) | Dortmund, Kampfbahn Rothe Erde                        |
| 8 mei 1932 | Hindenburg Allenstein  | –     | Eintracht Frankfurt | 0:6 (0:4)           | Königsberg, Platz des VfB                             |
| 8 mei 1932 | Tennis Borussia Berlin | –     | Viktoria Stolp      | 3:0 (2:0)           | Berlijn, Stadion Bahnhof Eichkamp                     |
| 8 mei 1932 | Breslauer SC 08        | –     | Holstein Kiel       | 1:4 (0:2)           | Breslau, Sportpark Grüneiche                          |
| 8 mei 1932 | PSV Chemnitz           | –     | Beuthener SuSV      | 5:1 (3:0)           | Braunschweig, Preußen-Platz                           |

### Kwartfinale
| Datum       | Teams               | Teams | Teams                  | Uitslag   | Stadion                              |
| 22 mei 1932 | FC Schalke 04       | –     | Hamburger SV           | 4:2 (2:1) | Bochum, Stadion Castroper Straße     |
| 22 mei 1932 | Holstein Kiel       | –     | 1. FC Nürnberg         | 0:4 (0:2) | Hamburg, Sportplatz Hoheluft         |
| 22 mei 1932 | Eintracht Frankfurt | –     | Tennis Borussia Berlin | 3:1 (1:1) | Frankfurt am Main, Riederwaldstadion |
| 22 mei 1932 | PSV Chemnitz        | –     | FC Bayern München      | 2:3 (1:3) | Leipzig, Platz von Wacker Leipzig    |

### Halve finale
| Datum       | Teams               | Teams | Teams          | Uitslag   | Stadion                         |
| 29 mei 1932 | FC Bayern München   | –     | 1. FC Nürnberg | 2:0 (0:0) | Mannheim, Mannheimer Stadion    |
| 29 mei 1932 | Eintracht Frankfurt | –     | FC Schalke 04  | 2:1 (1:1) | Dresden, Stadion am Ostragehege |

### Finale
| Datum        | Teams             | Teams | Teams               | Uitslag   | Stadion                         |
| 12 juni 1932 | FC Bayern München | –     | Eintracht Frankfurt | 2:0 (1:0) | Neurenberg, Städtisches Stadion |

Voor 55.000 toeschouwers opende Oskar Rohr de score na een strafschop in de 36ste minuut. Franz Krumm maakte de 2-0 in de 75ste minuut. Voor Bayern was het de eerste landstitel en niemand kon toen vermoeden dat een volgende titel 37 jaar later zou volgen en dat de club daarna uitgroeide tot de Rekordmeister.

## Topschutters
|    | Speler         | Club                | Goals |
| -- | -------------- | ------------------- | ----- |
| 1. | Karl Ehmer     | Eintracht Frankfurt | 7     |
| 2. | Erwin Helmchen | PSV Chemnitz        | 5     |
| 3. | Oskar Rohr     | FC Bayern München   | 5     |
| 4. | Emil Rothardt  | FC Schalke 04       | 4     |
| 5. | Georg Friedel  | 1. FC Nürnberg      | 3     |